# Dicranota bernardinensis
Dicranota bernardinensis är en tvåvingeart som beskrevs av Alexander 1966. Dicranota bernardinensis ingår i släktet Dicranota och familjen hårögonharkrankar. Inga underarter finns listade i Catalogue of Life.